# Геппінген
Геппінген (нім. Göppingen) — місто на півдні Німеччині, частина адміністративного району Штутгарт федеративної землі Баден-Вюртемберг. Столиця району Геппінген. Розташоване біля підніжжя гори Гогенштауфен, у долині річки Фільз.

## Історія
Вважається, що місто було засноване Алеманнським керівником Геппе приблизно в III або IV столітті. Сильна пожежа 25 серпня 1782 року знищила більшу частину міста, але його було швидко відновлено. Індустріалізація XIX століття перетворила ці землі в промисловий центр. У міста є свій спортивний клуб, ФрішАуф Геппінген, який грає у першому дивізіоні чемпіонату Німеччини з гандболу.
У місті знаходиться найбільша європейська фірма з виробництва іграшкових залізниць — Märklin.

## Статистика
Населення (липень 2001): 56,166